# ウィリアム・グラント・スティル

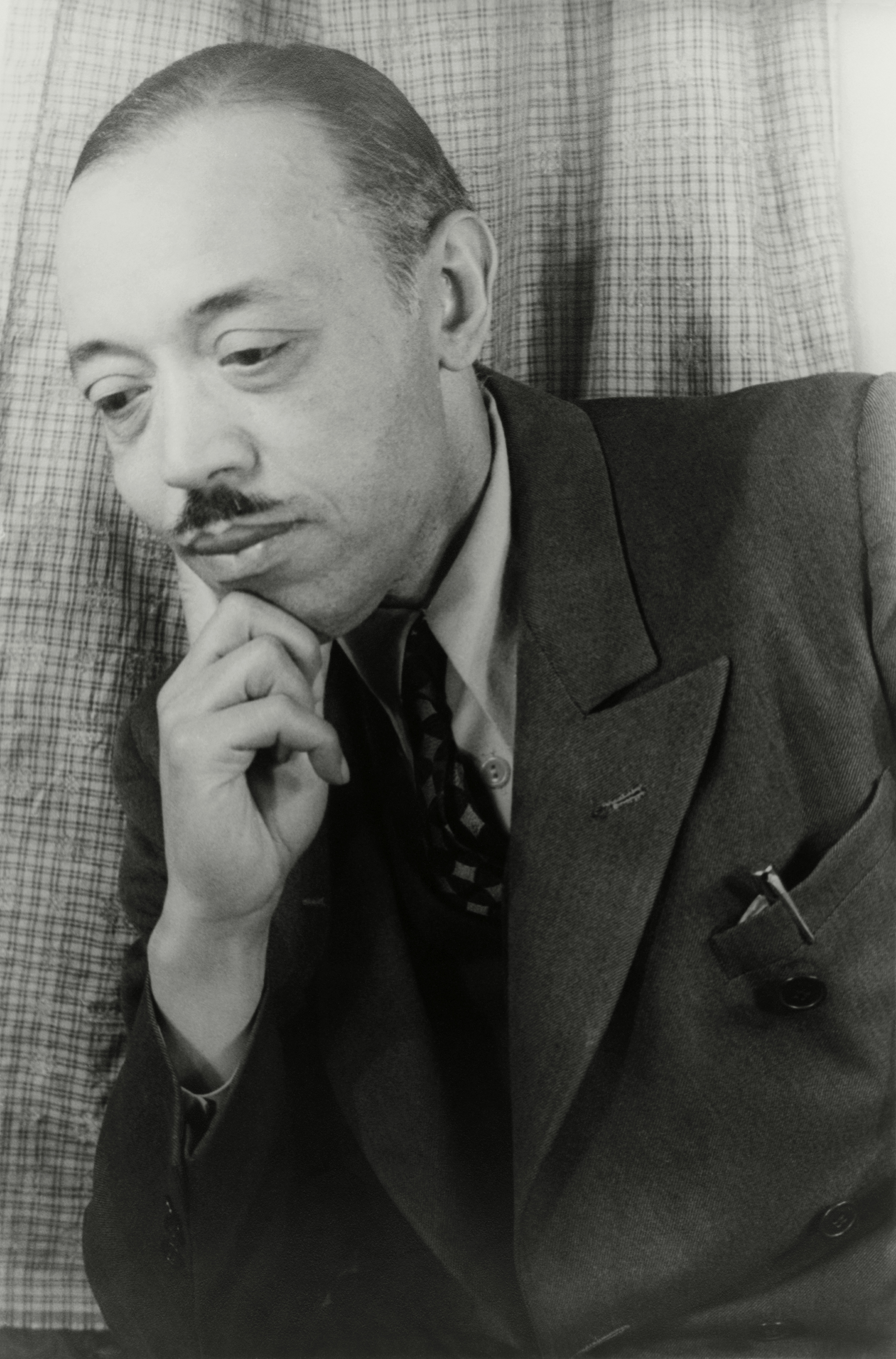
ウィリアム・グラント・スティル（カール・ヴァン・ヴェクテン撮影、1949年ごろ）

ウィリアム・グラント・スティル（William Grant Still, 1895年5月11日 - 1978年12月3日ロサンジェルス）はアフリカ系アメリカ人の作曲家。150曲以上の作品があり、アフリカ系アメリカ人の作曲家の偉大な先駆者としてしばしば言及されてきた。アメリカの主要なオーケストラを指揮した最初のアフリカ系アメリカ人指揮者でもある。また、自作のオペラを上演された最初のアフリカ系アメリカ人であるばかりか、それがはじめてテレビ放映されたアフリカ系アメリカ人の作曲家でもある。

## 生涯
ミシシッピ州ウッドヴィルの生まれ。両親は教育者だったが、スティル3歳の時に父親が死んだため、母親の再婚相手のもとアーカンソー州リトル・ロックで教育を受けた。
第一次世界大戦中はアメリカ海軍に従軍。両親の進めで医学に進むために、ウィルバーフォース・カレッジとオバーリン音楽院に進むが、音楽への関心さめやらず、ニューヨーク市に行き、W.C.ハンディの楽団で演奏家・編曲者を務めるかたわら、ハンディの楽譜出版社でも働いた。スティルはハーレム・ルネサンス運動にかかわっており、ジャズやポピュラー音楽の場面でも積極的だった。
後に奨学金を得て、ニューヨークで前衛音楽の作曲家エドガー・ヴァレーズに、次いでボストンのニューイングランド音楽院でジョージ・ホワイトフィールド・チャドウィックに作曲を師事。現代音楽に興味をもてなかったと告白したものの、スティルはヴァレーズからは人格的な感化を受け、一方チャドウィックからスティルは、ロマン主義的な作曲姿勢、とりわけ国民楽派の追究を奨められたという。1939年にユダヤ系ロシア人音楽家のヴァーナ・アーヴィー（Verna Arvey）と結婚した。
当初はモダンな作曲様式をとるスティルだったが、後に、アフリカ系アメリカ人の文化遺産を、クラシック音楽の形式によって音楽的に検討するという創作姿勢を浮かび上がらせ、独自の様式を形成した。1931年に「交響曲 第1番《アフロ＝アメリカン》」がロチェスター・フィルハーモニー管弦楽団によって上演されると、最初の黒人クラシック作曲家として注目を浴びた。
1936年にはロサンジェルス・フィルハーモニー管弦楽団を指揮し、初めて国内の主要オーケストラを指揮したアフリカ系アメリカ人となった。1949年にオペラ「災難の島Troubled Island」がニューヨーク・シティ・オペラによって上演されたが、これは主要な劇場によって制作された、最初のアフリカ系アメリカ人作曲のオペラである。1955年にニューオーリンズ・フィルハーモニー管弦楽団を指揮したが、これはアメリカ深南部のオーケストラを黒人が指揮した最初の機会となった。スティルの作品は、ベルリン・フィルハーモニー管弦楽団、ロンドン交響楽団、東京フィルハーモニー交響楽団、BBC管弦楽団などによっても演奏されている。ちなみにスティルは、アフリカ系アメリカ人として初めてレコード会社を経営した。
後にスティルは引く手あまたの編曲家となり、ウィラード・ロビンソンの「ディープ・リヴァー・ショー」やポール・ホワイトマンの「オールド・ゴールド・ショー」（いずれもNBCラジオ放送）に楽曲を提供した。カリフォルニア州ロサンジェルスを終の棲家とし、同地でいくつかの映画音楽を作曲した。
スティルは2度グッゲンハイム奨学金を獲得したほか、オバーリン大学、ウィルバーフォース大学、ハワード大学、ベイツ大学、アーカンソー大学から名誉博士号を授与された。心臓疾患のために他界した。
スティルは今では《アフロ・アメリカン交響曲》が有名である。これは4楽章の作品で、非常にモダンなブルースが、交響的な奥行きや丹念なオーケストレーションに結び付けられている。ストコフスキーによるステレオ録音の後、しばらくアメリカ楽壇でも忘れられていたが、ネーメ・ヤルヴィ指揮デトロイト交響楽団のCDによって名誉回復を果たした。

## 作品
- 土手 Levee Land (1925)
- ヴァイオリン組曲「黒人街から From the Black Belt」 (1926)
- Sahdji (1930)
- 交響曲 第1番「アフロ＝アメリカン Afro-American」(1930)
- 交響曲 第2番
- 狂詩曲「アフリカ Africa」(1930)
- オペラ「災いの島 Troubled Island」 (1941)
- 「追悼曲～民主主義のために斃れた有色人種の兵士たちに In Memoriam: The Colored Soldiers Who Died for Democracy」(1943)
- 「交響曲になりたかった小さな歌 The Little Song That Wanted to Be a Symphony」(1954)
- 「小さな赤い校舎 Little Red Schoolhouse」 (1957)
- 管弦楽組曲「アメリカの風景 The American Scene」(1957)